# Grand Press
Grand Press – coroczna nagroda przyznawana od 1997 dla najlepszych polskich dziennikarzy prasy, radia i telewizji przez wydawany w Poznaniu ogólnopolski dwumiesięcznik mediów, reklamy, marketingu i public relations „Press”. Od 2023 wyłącznym organizatorem konkursu jest Fundacja Grand Press.

## Zasady
Kandydaci do nagrody są zgłaszani przez kolegia redakcyjne wszystkich gazet i czasopism oraz stacji radiowych i telewizyjnych w Polsce. Redakcje wybierają też Dziennikarza Roku – nagrodę otrzymuje osoba, którą nominowała największa ich liczba. Jest to również jedyna kategoria, w której dziennikarze otrzymują nagrodę za całokształt pracy w ciągu danego roku. W pozostałych kategoriach wyróżniane są konkretne materiały (audycje, artykuły itp.). Nominacje przyznaje jury preselekcyjne, dokonując wyboru spośród zgłoszeń redakcji, zaś ostateczną decyzje podejmuje jury Grand Press, kierujące się następującymi kryteriami:
- wybitne walory warsztatowe
- znaczenie materiału dla opinii publicznej
- ciekawy, indywidualny charakter materiału
- zachowanie standardów etycznych dziennikarstwa

Kategorie, w których przyznawane są nagrody Grand Press:
- news
- dziennikarstwo śledcze
- publicystyka
- reportaż (prasowy/internetowy, audio, telewizyjny)
- dziennikarstwo specjalistyczne i nowe formy dziennikarstwa

## Laureaci

### Dziennikarz Roku
- 1997 – Jacek Żakowski[3]
- 1998 – Monika Olejnik[4]
- 1999 – Tomasz Lis[5]
- 2000 – Kamil Durczok[6]
- 2001 – Waldemar Milewicz[7]
- 2002 – Janina Paradowska[8]
- 2003 – Anna Marszałek[9]
- 2004 – Marcin Pawłowski[10]
- 2005 – Justyna Pochanke[11]
- 2006 – Tomasz Sekielski i Andrzej Morozowski[12]
- 2007 – Marcin Kącki i Tomasz Lis[13]
- 2008 – Bogdan Rymanowski[14]
- 2009 – Tomasz Lis[15]
- 2010 – Artur Domosławski[16]
- 2011 – Andrzej Poczobut[17]
- 2012 – Jerzy Jurecki[18]
- 2013 – Mariusz Szczygieł[19]
- 2014 – Piotr Andrusieczko[20]
- 2015 – Konrad Piasecki[21]
- 2016 – Bianka Mikołajewska[22]
- 2017 – Wojciech Bojanowski[23]
- 2018 – Bertold Kittel[24]
- 2019 – Tomasz Sekielski[25]
- 2020 – Dariusz Rosiak[26]
- 2021 – Andrzej Poczobut[27]
- 2022 – Szymon Jadczak[28]
- 2023 – Wojciech Czuchnowski[29]
- 2024 – Andrzej Andrysiak[30]

### Dziennikarstwo specjalistyczne (kategoria od 1998)
- 1998 – nie przyznano[4]
- 1999 – Adam Wajrak[5]
- 2000 – Leszek Talko[6]
- 2001 – Artur Włodarski[7]
- 2002 – Marek Kęskrawiec i Jacek Bazan[8]
- 2003 – Paweł Walewski[9]
- 2004 – Wojciech Staszewski[10]
- 2005 – Bianka Mikołajewska i Maciej Samcik[11]
- 2006 – Roman Młodkowski[12]
- 2007 – Szymon Hołownia[13]
- 2008 – Wojciech Staszewski[14]
- 2009 – Magdalena Grzebałkowska[15]
- 2010 – Artur Włodarski[16]
- 2011 – Wawrzyniec Smoczyński[17]
- 2012 – Wojciech Staszewski[18]
- 2013 – Edyta Gietka[19]
- 2014 – Dariusz Kortka(inne języki) i Judyta Watoła[20]
- 2015 – Karol Jałochowski[21]
- 2016 – Patryk Słowik[22]
- 2017 – Patryk Słowik i Jakub Styczyński[23]
- 2018 – Karolina Baca-Pogorzelska i Michał Potocki[24]
- 2019 – Lech Dawidowicz[25]
- 2020 – Justyna Suchecka[26]
- 2021 – Michał Fuja[27]
- 2022 – Tomasz Ulanowski[28]
- 2023 – Łukasz Frątczak, Dariusz Kubik[31]
- 2024 – Natalia Szewczak[30]

### Dziennikarstwo śledcze (kategoria od 1998)
- 1998 – Katarzyna Klukowska[4]
- 1999 – Piotr Pytlakowski[5]
- 2000 – Włodzimierz Kalicki, Ireneusz Dańko i Dariusz Janowski[6]
- 2001 – Bertold Kittel i Anna Marszałek[7]
- 2002 – Tomasz Patora i Marcin Stelmasiak[8]
- 2003 – Marek Kęskrawiec i Jacek Bazan[9]
- 2004 – Witold Gadowski i Przemysław Wojciechowski[10]
- 2005 – Mariusz Zielke[11]
- 2006 – Bertold Kittel[12]
- 2007 – Marcin Kącki[13]
- 2008 – Roman Daszczyński i Paweł Wiejas[14]
- 2009 – Wojciech Cieśla[15]
- 2010 – Michał Majewski i Paweł Reszka[16]
- 2011 – Alicja Krystyniak i Jakub Stachowiak[17]
- 2012 – Tomasz Patora[18]
- 2013 – Cezary Bielakowski, Sylwester Latkowski i Michał Majewski[19]
- 2014 – Bertold Kittel, Jarosław Jabrzyk i Jan Kroupa[20]
- 2015 – Paweł Kaźmierczak[21]
- 2016 – Iwona Szpala i Małgorzata Zubik[22]
- 2017 – Wojciech Bojanowski[23]
- 2018 – Bertold Kittel, Anna Sobolewska i Piotr Wacowski(inne języki)[24]
- 2019 – Bertold Kittel[25]
- 2020 – Wojciech Czuchnowski, Judyta Watoła i Jacek Brzuszkiewicz[26]
- 2021 – Paweł Figurski i Jarosław Sidorowicz[27]
- 2022 – Piotr Świerczek[28]
- 2023 – Piotr Świerczek, Robert Zieliński[29]
- 2024 – Renata Kim[30]

### Dziennikarstwo lokalne i regionalne (kategoria od 2024)
- 2024 – Maciej Czerniak[30]

### Publicystyka (kategoria od 1998)
- 1998 – ks. Stanisław Musiał[4]
- 1999 – Janusz A. Majcherek[5]
- 2000 – Barbara Pietkiewicz[6]
- 2001 – Igor T. Miecik[7]
- 2002 – Wojciech Markiewicz[8]
- 2003 – Marek Raczkowski (nagroda specjalna) i Joanna Solska[9]
- 2004 – Maciej Bodasiński i Grzegorz Górny[10]
- 2005 – Ewa Winnicka[11]
- 2006 – nie przyznano[12]
- 2007 – Tadeusz Sławek[13]
- 2008 – Ewa Winnicka[14]
- 2009 – Jan Hartman[15]
- 2010 – Tomasz Kwaśniewski(inne języki)[16]
- 2011 – Jacek Dziedzina[17]
- 2012 – Agnieszka Zalewska i Przemysław Talkowski[18]
- 2013 – o. Ludwik Wiśniewski[19]
- 2014 – Elżbieta Sidi[20]
- 2015 – cykl Hala odlotów (TVP Kultura)[21]
- 2016 – Michał Szułdrzyński[22]
- 2017 – Andrzej Stankiewicz[23]
- 2018 – Andrzej Stankiewicz[24]
- 2019 – Rafał Woś[25]
- 2020 – Agnieszka Sowa[26]
- 2021 – Katarzyna Boni[27]
- 2022 – Agnieszka Szpila[28] – odmówiła przyjęcia[32][33]
- 2023 – Michał Okoński[29]
- 2024 – Małgorzata Tomczak[30]

### Reportaż (kategoria od 1998)
- 1998 – Włodzimierz Kalicki[4]
- 1999 – Jacek Hugo-Bader[5]

#### Reportaż prasowy
- 2000 – Marcin Fabjański[6]
- 2001 – Anna Bikont[7]
- 2002 – Anna Fostakowska(inne języki)[8]
- 2003 – Jacek Hugo-Bader[9]
- 2004 – Angelika Kuźniak i Włodzimierz Nowak[10]
- 2005 – Magdalena Grochowska[11]
- 2006 – Joanna Wojciechowska[12]
- 2007 – Edyta Gietka[13]
- 2008 – Angelika Kuźniak[14]
- 2009 – Piotr Głuchowski i Marcin Kowalski[15]
- 2010 – Anna Szulc[16]
- 2011 – Iza Michalewicz[17]
- 2012 – Urszula Jabłońska[18]
- 2013 – Bartosz T. Wieliński[19]
- 2014 – Anna Śmigulec[20]
- 2015 – Justyna Kopińska[21]
- 2016 – Anna Śmigulec[22]
- 2017 – Katarzyna Włodkowska[23]
- 2018 – Ewa Winnicka i Cezary Łazarewicz[24]
- 2019 – Bożena Aksamit[25]
- 2020 – Janusz Schwertner[26]
- 2021 – Anna Śmigulec[27]
- 2022 – Paweł Kapusta, Dariusz Faron[28]
- 2023 – Dariusz Faron[29]
- 2024 – Tatiana Kolesnychenko, Maciej Stanik[30]

#### Reportaż radiowy
- 2000 – Grażyna Wielowieyska[6]
- 2001 – Marcin Kubat[7]
- 2002 – Hanna Bogoryja-Zakrzewska i Ernest Zozuń[8]
- 2003 – Jolanta Krysowata[9]
- 2004 – nie przyznano[10]
- 2005 – Janina Jankowska i Magdalena Skawińska[11]
- 2006 – Cezary Galek[12]
- 2007 – Alicja Grembowicz[13]
- 2008 – nie przyznano[14]
- 2009 – Magdalena Skawińska[15]
- 2010 – Anna Gmiterek-Zabłocka[16]
- 2011 – Patrycja Gruszyńska-Ruman[17]
- 2012 – Adrian Chimiak i Magdalena Szybińska[18]
- 2013 – Magdalena Wadowska[19]
- 2014 – Anna Dudzińska[20]
- 2015 – Agnieszka Czyżewska-Jacquemet[21]
- 2016 – Alicja Kulik[22]
- 2017 – Agata Kasprolewicz[23]
- 2018 – Katarzyna Michalak[24]
- 2019 – Jolanta Rudnik, Andrzej Rudnik[25]
- 2020 – Barbara Sowa[26]
- 2021 – Agnieszka Szwajgier[27]
- 2022 – Michał Janczura[28]
- 2023 – Dorota Salus, Agnieszka Szwajgier[31]
- 2024 – Dominika Dębska[30]

#### Reportaż telewizyjny
- 2000 – Waldemar Milewicz[6]
- 2001 – Beata Januchta[7]
- 2002 – Andrzej Fidyk (nagroda specjalna) i Lidia Duda[8]
- 2003 – nie przyznano[9]
- 2004 – Barbara Włodarczyk[10]
- 2005 – Anna Machowska i Grzegorz Kuczek[11]
- 2006 – Daniel Zieliński[12]
- 2007 – Edyta Krześniak i Igor Miecik[13]
- 2008 – Beata Biel[14]
- 2009 – Michał Matys[15]
- 2010 – Wojciech Szumowski[16]
- 2011 – Agata Kaźmierska i Radosław Kietliński[17]
- 2012 – Monika Góralewska[18]
- 2013 – Wojciech Szumowski i Michał Przedlacki[19]
- 2014 – Tomasz Sekielski[20]
- 2015 – Barbara Włodarczyk[21]
- 2016 – Wojciech Bojanowski[22]
- 2017 – Anna Barańska-Całek i Michał Fuja[23]
- 2018 – Grzegorz Głuszak[24]
- 2019 – Tomasz Sekielski, Marek Sekielski[25]
- 2020 – Wojciech Bojanowski[26]
- 2021 – Marcin Gutowski[27]
- 2022 – Michał Przedlacki[28]
- 2023 – Michał Przedlacki[31]
- 2024 – Tomasz Patora, Joanna Pęcherska-Fiałek[30]

### News (kategoria od 1998)
- 1998 – nie przyznano[4]
- 1999 – Waldemar Milewicz[5]
- 2000 – nie przyznano[6]
- 2001 – Katarzyna Szymańska-Borginon[7]
- 2002 – nie przyznano[8]
- 2003 – Anna Marszałek[9]
- 2004 – Roman Daszczyński i Krzysztof Wójcik[10]
- 2005 – Roman Daszczyński i Krzysztof Wójcik[11]
- 2006 – Tomasz Sekielski i Andrzej Morozowski[12]
- 2007 – Leszek Kraskowski, Michał Majewski i Paweł Reszka[13]
- 2008 – Krzysztof Kowalczyk[14]
- 2009 – Szymon Jadczak i Maciej Kuciel[15]
- 2010 – Wiktor Bater[16]
- 2011 – nie przyznano[17]
- 2012 – Roman Osica[18]
- 2013 – Agnieszka Kublik[19]
- 2014 – zespół tygodnika „Wprost”[20]
- 2015 – Jacek Czarnecki[21]
- 2016 – Stanisław Skarżyński i Konrad Radecki-Mikulicz[22]
- 2017 – Fakty RMF FM[23]
- 2018 – Mateusz Baczyński, Kamil Dziubka, Andrzej Gajcy, Janusz Schwertner i Andrzej Stankiewicz[24]
- 2019 – Magdalena Gałczyńska[25]
- 2020 – Szymon Jadczak[26]
- 2021 – Jacek Harłukowicz(inne języki)[27]
- 2022 – Jacek Harłukowicz(inne języki), Janusz Schwertner[28]
- 2023 – Justyna Suchecka, Piotr Szostak[29]
- 2024 – Wojciech Czuchnowski[30]

### Wywiad (kategoria od 2005)
- 2005 – Teresa Torańska[11]
- 2006 – Szymon Hołownia[12]
- 2007 – Anna Mateja[13]
- 2008 – Karolina Wigura[14]
- 2009 – Angelika Kuźniak[15]
- 2010 – Katarzyna Bielas[16]
- 2011 – Anna Wacławik-Orpik[17]
- 2012 – Anna Wacławik-Orpik[18]
- 2013 – Donata Subbotko[19]
- 2014 – Grzegorz Sroczyński[20]
- 2015 – Piotr Pacewicz[21]
- 2016 – Magdalena Rigamonti[22]
- 2017 – Magdalena Kicińska[23]
- 2018 – Donata Subbotko[24]
- 2019 – Robert Mazurek[25]
- 2020 – Violetta Krasnowska[27]
- 2021 – Magdalena Rigamonti[27]
- 2022 – Grzegorz Wysocki[28]
- 2023 – Jacek Harłukowicz(inne języki), Janusz Schwertner[31]
- 2024 – Donata Subbotko[30]

### Grand Press Economy (kategoria od 2013)
- 2013 – Monika Sajewicz[19]
- 2014 – Maciej Samcik[20]
- 2015 – Rafał Woś[21]
- 2016 – Bartek Godusławski[22]
- 2017 – Tomasz Jóźwik(inne języki)[23]
- 2018 – Maciej Głogowski[24]
- 2019 – Grzegorz Osiecki[25]
- 2020 – Grzegorz Siemionczyk[26]
- 2021 – Łukasz Wilkowicz[27]
- 2022 – Marek Chądzyński[28]
- 2023 – Rafał Hirsch[31]
- 2024 – Łukasz Kijek[30]

### Grand Press Digital (kategoria od 2013)
- 2013 – Michał Pol[19]
- 2014 – „Dziennik Zachodni”[20]
- 2015 – Vadim Makarenko[21]
- 2016 – Jarosław Kuźniar[22]
- 2017 – Outriders[23]
- 2018 – Onet.pl[24]
- 2019 – Konkret24[25]
- 2020 – Newonce.radio[26]
- 2021 – Radio 357[27]
- 2022 – Frontstory.pl(inne języki)[28]
- 2023 – Agata Kaźmierska i Wojciech Brzeziński[31]
- 2024 – Niebezpiecznik.pl[30]

### Nagroda im. Bohdana Tomaszewskiego
Nagroda ustanowiona w roku śmierci Bohdana Tomaszewskiego, przeznaczona dla dziennikarzy sportowych.
- 2015 – Stefan Szczepłek[34]
- 2016 – Włodzimierz Szaranowicz[22]
- 2017 – Paweł Wilkowicz[23]
- 2018 – Mirosław Żukowski[24]
- 2019 – Michał Kołodziejczyk[25]
- 2020 – Maciej Petruczenko[26]
- 2021 – Radosław Leniarski[27]
- 2022 – Andrzej Janisz[28]
- 2023 – Rafał Stec – odmówił przyjęcia[29]
- 2024 – Marek Rudziński[30]

### Książka Reporterska Roku (kategoria od 2020)
- 2020 – Olga Gitkiewicz, Nie zdążę[26]
- 2021 – Katarzyna Wężyk, Aborcja jest[27]
- 2022 – Ilona Wiśniewska, Migot. Z krańca Grenlandii[28]
- 2023 – Bartek Sabela, Wędrówka tusz[35]
- 2024 – Joanna Tokarska-Bakir, Kocia muzyka. Chóralna historia pogromu krakowskiego (Tom I)[30]

#### Nagroda Czytelników
- 2020 – Dorota Karaś, Marek Sterlingow, Walentynowicz. Anna szuka raju[26]
- 2021 – Katarzyna Wężyk, Aborcja jest[27]
- 2022 – Bartosz Jakubowski(inne języki), Zderzenie czołowe. Historia katastrofy kolejowej pod Szczekocinami[28]
- 2023 – Piotr Wróblewski, Żarnowiec. Sen o polskiej elektrowni jądrowej[35]
- 2024 – Aneta Prymaka-Oniszk, Kamienie musiały polecieć. Wymazywana przeszłość Podlasia[30]

### Nagrody okolicznościowe

#### Grand Press 15-lecia
Przyznana w 2011 Wojciechowi Jagielskiemu.

#### Nagroda Medium 25-lecia
Przyznana w 2014 redakcjom, które „wniosły największy wkład w rozwój wolnych mediów i dzięki którym polskie dziennikarstwo stało się zawodowe, profesjonalne, a także rozwinięte technologicznie”.
- RMF FM (kategoria radio)
- „Gazeta Wyborcza” (kategoria prasa)
- TVN (kategoria telewizja)
- Onet.pl (kategoria internet)

#### Grand Press 20-lecia
Przyznana w 2016 ks. Adamowi Bonieckiemu.

#### Grand Press 25-lecia
Przyznana w 2021 dziennikarzowi, który przez 25 lat był najczęściej nominowany do nagród Grand Press – otrzymał ją Bertold Kittel (20 nominacji).